# Lasse-Majas detektivbyrå – Stella Nostra

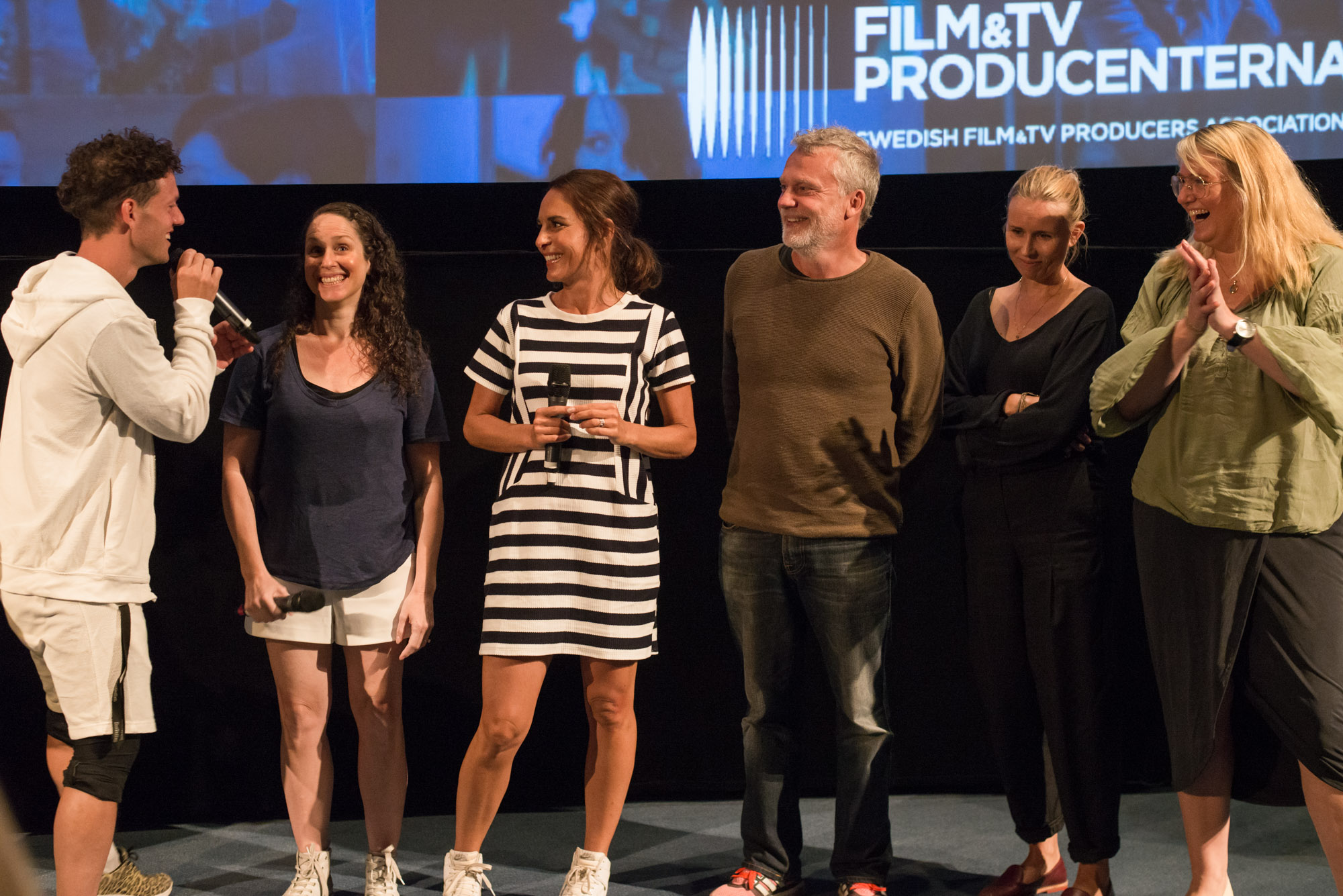
Medarbetare från filmen Lasse-Majas detektivbyrå – Stella Nostra under presentationen i Filmhuset i Stockholm i augusti 2015. Från vänster: Nassim Al Fakir, Sara Sommerfeld, Alexandra Rapaport, Martin Widmark, Malin Nevander och Johanna Bergenstråhle.

Lasse-Majas detektivbyrå – Stella Nostra (stiliserat LasseMajas detektivbyrå – Stella Nostra) är en svensk familjefilm från 2015 i regi av Pontus Klänge och Walter Söderlund. I rollerna ses bland andra Amanda Pajus, Lukas Holgersson och Tomas Norström.

## Handling
Valleby gör sig redo för caféägarna Dino Paninis och Sara Bernards bröllop. Juniordetektiverna Lasse och Maja gör sig redo för att se till att ingenting ska gå fel. Men när bröllopsparets respektive släkt kommer till festen, visar de sig tillhöra rivaliserande maffiafamiljer. När familjen Paninis kronjuveler plötsligt försvinner tar sig LasseMajas detektivbyrå an fallet där de snart få se sig själva som huvudmisstänka för stölden.

## Rollista
- Amanda Pajus – Maja
- Lukas Holgersson – Lasse
- Tomas Norström – Polismästaren
- Hassan Brijany – Muhammed Karat
- Dao Di Ponziano – Focaccia Panini
- Nassim Al Fakir – Dino Panini
- Sara Sommerfeld – Sara Bernard
- Jarmo Mäkinen – Pandoro
- Alexandra Rapaport – Bresaola
- Christine Meltzer	– Clara
- Niklas Engdahl – Tony
- Andreas Kundler – Toni
- Jens Hultén – Grissini

## Om filmen
Filmen regisserades från början av Söderlund, men då denne avled den 9 december 2012 togs rollen över av Klänge. Filmen producerades av Moa Westeson och Johanna Bergenstråhle och spelades in efter ett manus av Malin Nevander. Musiken komponerades av Jean-Paul Wall, fotograf var Mats Olofson och klippare Mattias Morheden och Tomas Lagerman. Filmen hade premiär den 17 oktober 2015.